# Reneta Kamberova
Reneta Kamberova (in bulgaro Ренета Камберова?; Pazardžik, 12 settembre 1990) è una ginnasta bulgara, specializzata nella ginnastica ritmica.

## Palmarès

### Olimpiadi
- 1 medaglia:
  - 1 bronzo (Rio de Janeiro 2016 nel concorso a squadre)

### Mondiali
- 8 medaglie:
  - 2 ori (Montpellier 2011 nel gruppo - 3 nastri e 2 cerchi; Smirne 2014 nel concorso a squadre)
  - 2 argenti (Smirne 2014 nel gruppo - 3 palle e 2 nastri; Stoccarda 2015 nel concorso a squadre)
  - 4 bronzi (Mosca 2010 nel gruppo - 5 cerchi; Montpellier 2011 nel concorso a squadre; Montpellier 2011 nel gruppo - 5 palle; Stoccarda 2015 nel gruppo - 6 clavette e 2 cerchi)

### Europei
- 5 medaglie:
  - 1 oro (Baku 2014 nel gruppo - 10 clavette)
  - 1 argento (Nižnij Novgorod 2012 nel gruppo - 3 nastri e 2 cerchi)
  - 3 bronzi (Nižnij Novgorod 2012 nel gruppo - 5 palle; Baku 2014 nel gruppo - 3 palle e 2 nastri; Holon 2016 nel gruppo - 6 clavette e 2 cerchi)